# NGC 2814
NGC 2814 ist eine Spiralgalaxie vom Hubble-Typ Sb im Sternbild Großer Bär am Nordsternhimmel. Sie ist schätzungsweise 75 Millionen Lichtjahre von der Milchstraße entfernt und hat einen Durchmesser von etwa 25.000 Lj. Gemeinsam mit NGC 2805, NGC 2820 und IC 2458 bildet sie das interaktive Galaxienquartett Holm 124.
Das Objekt wurde am 3. April 1791 von dem deutsch-britischen Astronomen William Herschel entdeckt.